# Арабский рынок наложниц
«Арабский рынок наложниц» (фр. Le Marché d'esclaves) — картина французского художника Жан-Леона Жерома. Написана ориентировочно в 1866 году. Представлена полотном размером 84,8 см на 63,5 см. Сюжет картины построен вокруг выбора наложницы на арабском рынке. Экспонируется в Институте искусств Стерлинга и Франсин Кларк. Наряду с «Заклинателем змей» Жерома, картина стала культовым примером восточного искусства XIX века.

## История
В 1844 году, в Париже, Жан-Леон Жером стал учеником Марка Габриэля Шарля Глейара (1806—1874). Среди учеников Глейара были Моне, Ренуар, Базиль и Уистлер. Симпатии Глейара к Фидию и Рафаэлю уже в то время казались старомодными, но его ученики использовали их, рисуя исторические, библейские и мифологические сцены. В частности, Жером несколько раз посещал Ближний Восток и хорошо знал, что официально работорговля в Османской Империи в период танзимата серьезно ограничивалась, в том числе и под давлением европейских союзников турок. Однако сюжет Жерома содержит не только сцену из недавней (на момент написания картины) истории.
Сюжет Жан-Леона Жерома, посвященный женщине-рабыне, появился в специфическом социальном контексте, когда художнику были постоянно доступны (в мастерской) женщины-модели. Фантазия доминирования мужчины над женщиной, абсолютного владения женскими телами сопоставляется с ощущением дикости, жестокости, низменности и похотливости работорговли.
Картины данной тематики внесли скандальную нотку в творчество Жан-Леона Жерома, чем способствовали увеличению известности художника.

## Использование в СМИ
Правая политическая партия Альтернатива для Германии использовала картину в политической рекламе выборов в Европейский парламент 2019 года. Deutsche Welle сообщила, что картина была использована с расистскими намерениями, поскольку на ней были изображены темнокожие мужчины с бородами и тюрбанами, «проверяющие зубы обнаженной белой женщины». Институт искусств Кларка решительно осудил использование картины в политической рекламе.